# Jerzy Dyner
Jerzy Mieczysław Dyner (ur. 14 września 1951 w Warszawie) – polski polityk, konstruktor i elektryk, poseł na Sejm X kadencji (1989–1991).

## Życiorys
Ukończył liceum ogólnokształcące w 1969, a w latach 90. studia inżynierskie. Pracował jako konstruktor, był zatrudniony w Fabryce Samochodów Osobowych w Warszawie. W 1980 wstąpił do Niezależnego Samorządnego Związku Zawodowego „Solidarność”. Został przewodniczącym związku na wydziale remontowym swojego przedsiębiorstwa, wszedł też w skład prezydium zarządu Regionu Mazowsze NSZZ „Solidarność”. Po wprowadzeniu stanu wojennego internowano go na ponad cztery miesiące. Po zwolnieniu działał w podziemnym Międzyzakładowym Robotniczym Komitecie „Solidarności”.
W 1989 uzyskał mandat posła na Sejm kontraktowy z okręgu wolskiego jako kandydat bezpartyjny z poparciem Komitetu Obywatelskiego „Solidarność”. Był członkiem Komisji Systemu Gospodarczego i Polityki Przemysłowej, a także dwóch komisji nadzwyczajnych. W Sejmie należał do Obywatelskiego Klubu Parlamentarnego, zasiadając w jego ramach w kole niezależnych. W następnych wyborach bez powodzenia ubiegał się o reelekcję z ramienia Porozumienia Centrum. W 1997 bezskutecznie kandydował z list Akcji Wyborczej Solidarność do Sejmu w okręgu warszawskim. Do 1998 zasiadał w Radzie m.st. Warszawy, kierował w nim klubem „Radni Prawicy” oraz komisją bezpieczeństwa.
Działał później w Porozumieniu Polskich Chrześcijańskich Demokratów. W 2001 pełnił funkcję pełnomocnika finansowego Akcji Wyborczej Solidarność Prawicy. Potem wycofał się z polityki. Członek Stowarzyszenia Elektryków Polskich.

## Odznaczenia
W 2012 prezydent Bronisław Komorowski odznaczył go Krzyżem Oficerskim Orderu Odrodzenia Polski.